# Thalatha dinawa
Thalatha dinawa är en fjärilsart som beskrevs av George Thomas Bethune-Baker 1906. Thalatha dinawa ingår i släktet Thalatha och familjen nattflyn. Inga underarter finns listade i Catalogue of Life.